# Yohann Diniz
Yohann Diniz (Épernay, Francia; 1 de enero de 1978) es un atleta francés, campeón mundial en 2017 en la prueba de 50 kilómetros marcha.

## Carrera deportiva
En el Campeonato Europeo de Atletismo de 2006 ganó la medalla de oro en los 50 kilómetros marcha, con un tiempo 3:41:39, que fue su mejor marca personal, llegando a meta por delante del español Jesús Ángel García Bragado y del ruso Yuri Andronov.
En el Mundial de Osaka 2007 gana la plata en la misma prueba, quedando tras el australiano Nathan Deakes y por delante del italiano Alex Schwazer.
Tres años después, en el Campeonato Europeo de Atletismo de 2010 ganó la medalla de oro, con un tiempo de 3h:40:37 segundos, llegando a meta por delante del polaco Grzegorz Sudoł y del ruso Serguéi Bakulin (bronce).
Posteriormente, en el Mundial de Londres 2017 gana la medalla de oro en la misma prueba, por delante de los japoneses Hirooki Arai (plata) y Kai Kobayashi (bronce).

## Mejores marcas personales
| Mejores marcas personales | Mejores marcas personales | Mejores marcas personales  | Mejores marcas personales |
| Distancia                 | Tiempo                    | Lugar                      | Fecha                     |
| ------------------------- | ------------------------- | -------------------------- | ------------------------- |
| 3000 m.                   | 11:14.16                  | Angers, Francia            | 9 de septiembre de 2017   |
| 5000 m.                   | 18:18.01                  | Villeneuve-d'Ascq, Francia | 27 de junio de 2008       |
| 5000 m. PC                | 18:16.76                  | Reims, Francia             | 7 de diciembre de 2014    |
| 10 000 m.                 | 38:08.13                  | Reims, Francia             | 12 de julio de 2014       |
| 10 km.                    | 38:46                     | Cracovia, Polonia          | 30 de mayo de 2009        |
| 20 000 m.                 | 1h:19:42.0                | Bogny-sur-Meuse, Francia   | 25 de mayo de 2014        |
| 20 km.                    | 1h:17:02                  | Arlés, Francia             | 8 de marzo de 2015        |
| 50 000 m.                 | 3h:35:27.2 WR             | Reims, Francia             | 12 de marzo de 2011       |
| 50 km.                    | 3h:32:33 WR               | Zúrich, Suiza              | 15 de agosto de 2014      |
| PC - Pista Cubierta       |                           |                            |                           |